# Stefan Bajohr
Stefan Bajohr (* 4. Oktober 1950 in Bad Harzburg; † 21. November 2022) war ein deutscher Politiker (Bündnis 90/Die Grünen), Hochschullehrer und Sozialwissenschaftler. Er war von 1995 bis 2000 Abgeordneter des Landtags von Nordrhein-Westfalen. Seit 2009 war er Professor für Politikwissenschaft an der Heinrich-Heine-Universität Düsseldorf.

## Leben
Nach dem Abitur 1969 in Braunschweig, einem Redaktionsvolontariat in Winsen (Luhe) und Lüneburg von 1969 bis 1971 und zivilem Ersatzdienst in Bad Pyrmont, Braunschweig und Bielefeld-Bethel studierte Bajohr in Bielefeld (1972–1974), Zürich (1974–1975) und Marburg (1975–1978) Geschichte, Soziologie, Politikwissenschaft und Publizistik, erlangte 1977 den Magister Artium und promovierte 1978 bei Gerd Hardach zum Dr. phil. (Die Hälfte der Fabrik. Geschichte der Frauenarbeit in Deutschland 1914 bis 1945). Als Student und Doktorand war er Stipendiat der Friedrich-Ebert-Stiftung.
Er war in den Jahren 1979 und 1980 wissenschaftlicher Mitarbeiter für Sozial- und Wirtschaftsgeschichte am Fachbereich Geschichtswissenschaften und Lehrbeauftragter am Fachbereich Gesellschaftswissenschaften der Philipps-Universität Marburg und von 1980 bis 1982 wissenschaftlicher Mitarbeiter in der Planungsabteilung des Bundeskanzleramtes. Von 1982 bis 1985 war Bajohr Redenschreiber für den Minister und den Staatssekretär im Ministerium für Arbeit, Gesundheit und Soziales des Landes Nordrhein-Westfalen. Im Anschluss daran war er bis 1990 Persönlicher Referent des Vorsitzenden der SPD-Landtagsfraktion Nordrhein-Westfalen, Friedhelm Farthmann.
Im Ministerium für Stadtentwicklung und Verkehr des Landes Nordrhein-Westfalen (1990 bis 1995) war er als Leiter der Gruppe für Politische Grundsatzangelegenheiten, Planung und Forschung sowie engster Vertrauter des Ministers Franz-Josef Kniola, bis es im März 1994 wegen der Asyl-, Energie- und Verkehrspolitik der SPD zum Bruch und zum Wechsel zu Bündnis 90/Die Grünen kam. Während seiner Tätigkeit im Stadtentwicklungs- und Verkehrsministerium war Bajohr unter anderem Mitglied des Aufsichtsrats der Flughafen Essen/Mülheim GmbH und des Verwaltungsrats des Landesmuseums Volk und Wirtschaft (heute: Forum NRW) in Düsseldorf.
Bajohr war vom 1. Juni 1995 bis zum 1. Juni 2000 Abgeordneter des zwölften Landtags von Nordrhein-Westfalen der Fraktion Bündnis 90/Die Grünen. Er zog über Platz 20 der Landesliste seiner Partei in den Landtag ein.
Von 2000 bis 2007 war Bajohr Gruppenleiter für nachhaltige Stadt- und Regionalentwicklung, Denkmalrecht, Denkmalschutz und Denkmalpflege, Industriemuseen und Stiftungen sowie neue Formen der Bürgermitwirkung im Ministerium für Städtebau und Wohnen, Kultur und Sport bzw. im Ministerium für Bauen und Verkehr des Landes Nordrhein-Westfalen und Lehrbeauftragter am Lehrstuhl Politikwissenschaft I des Sozialwissenschaftlichen Instituts der Heinrich-Heine-Universität, Düsseldorf.
Von 1995 bis 2018 war Bajohr Mitglied des Beirats der Justizvollzugsanstalt Düsseldorf und von 2001 bis 2008 Vorsitzender des Stiftungsrates der Stiftung Preußen-Museum Nordrhein-Westfalen mit Standorten in Wesel und Minden sowie Mitglied des Vorstandes der Arbeitsgemeinschaft „Historische Ortskerne in Nordrhein-Westfalen“. Von 2003 bis 2005 war er Sprecher der Landesarbeitsgemeinschaft Wirtschaft und Finanzen von Bündnis 90/Die Grünen, Landesverband Nordrhein-Westfalen und von 2003 bis 2008 Mitglied des Beirats des Vereins zur Förderung der Bildungsarbeit auf Schloss Raesfeld, staatlich anerkannte Akademie des Handwerks, e. V.
Im Jahr 2004 wurde Bajohr von der Heinrich-Heine-Universität Düsseldorf zum Honorarprofessor ernannt. 2007 wurde Bajohr auf persönlichen Vorschlag des Arnsberger Regierungspräsidenten Helmut Diegel (CDU) vom Rat der hochverschuldeten Stadt Hagen als „Mentor“ gewählt, um die Sanierung des kommunalen Haushalts voranzubringen. Ab 2009 war Bajohr Professor für Politikwissenschaft an der Heinrich-Heine-Universität Düsseldorf mit den Schwerpunkten Haushalts- und Finanzpolitik, politische Geschichte und Neofaschismus.
Von 2018 bis 2020 war Bajohr Bundesschatzmeister, von 2020 bis 2022 einer der beiden Bundesvorsitzenden des Verkehrsclubs Deutschland.
Bajohr starb am 21. November 2022 im Alter von 72 Jahren.